# 徐積璋
徐積璋（1905年—1938年12月5日），字耀堂。山西省襄陵縣南辛店鄉西徐村人。他為抗日戰爭期間陣亡的中國軍方高級將領之一。

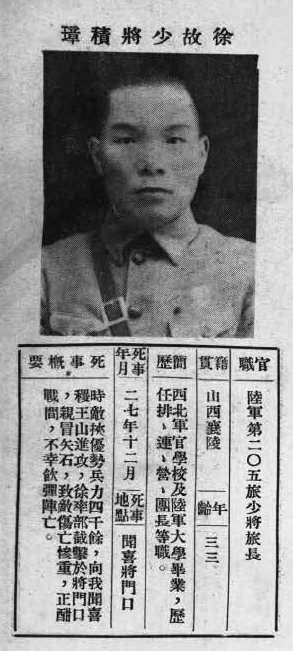
《抗戰軍人忠烈錄》（第一輯）中的徐積璋烈士遺像

## 生平[1]
畢業於西北軍官學校及陸軍大學。歷任排、連、營、團長。抗日戰爭爆發後，任第205旅少將旅長兼晉南十八縣保安司令。1938年12月5日在山西聞喜縣稷王山將門口與倭軍激戰中成仁。